# Orquestra de Cambra d'Acordions de Barcelona

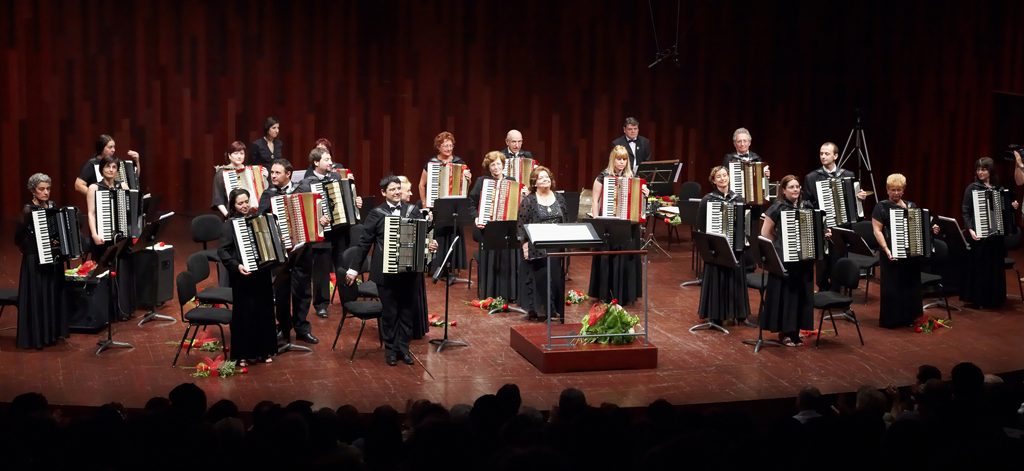
Concert commemoratiu del 60è Aniversari de l'OCAB - L'Auditori, 6 de juny de 2009

L'Orquestra de Cambra d'Acordions de Barcelona, va formar-se l'any 1948 per Pepita Sellés i Castells a iniciativa d'un grup d'alumnes seves. Inicialment, l'orquestra començà com un conjunt amateur i estava format per només 6 membres, totes elles dones i alumnes avançades de Sellés. Tanmateix, al cap de poc temps ja ingressaren tres o quatre homes. En un primer moment, els membres havien de ser alumnes de Sellés o alumnes d'exalumnes seus. Durant els primers passos de l'orquestra, es reunien setmanalment en cases d'algun dels membres. Del 1975 al 2014 la Direcció de l'orquestra passa a mans de Pepita Perelló i Sellés, filla de la fundadora, i el 2014 esdevé director Jesús Otero, fins llavors concertino de l'orquestra.
Va ser la primera orquestra d'acordions cromàtics d'Espanya. Realitza actuacions principalment a Catalunya, però al llarg de la seva història ha actuat també a la resta de l'estat espanyol i de l'estranger, en països com Portugal, Suïssa, Alemanya i Rússia entre d'altres.
Des de la primera actuació el 1951, la formació ha actuat en nombroses ocasions. Una de les seves actuacions més destacades va ser l'any 1957, que actuà per primer cop al Palau de la Música Catalana. Per celebrar el 60è aniversari de l'entitat l'OCAB dirigida per Pepita Perelló va actuar a la sala 2 de L'Auditori de Barcelona el 2009.

## Discografia
- 1985: OCAB i Mare de Déu del Coll[7]
- 1994: Preludis i intermedis de sarsueles[8]
- 1996: Músics de casa nostra[8]
- 2000: Concert 50è Aniversari[8]
- 2011: Ad Libitum – 25 anys[9]